# Tromatobia lineata
Tromatobia lineata là một loài tò vò trong họ Ichneumonidae.